# 司马光
司馬光（1019年11月17日—1086年10月11日），字君實，号迂叟，通称司馬相公，陕州夏县涑水乡（今山西省夏縣）人，出生于光州光山（今河南省信阳市光山县），北宋政治家、文学家、史学家。自称西晋安平献王司马孚的后裔。世称涑水先生，因身後追封溫國公，又稱司馬溫公。历仕仁宗、英宗、神宗、哲宗四朝，主持编纂了中国历史上第一部编年体通史《资治通鉴》。

## 生平

### 简介
宋仁宗时中进士，英宗时进龙图阁直学士。宋神宗时，王安石施行变法，朝廷内外有许多人反对，司马光就是其中之一，引發新舊黨爭。當時司馬光竭力反对王安石变法，与王安石在皇帝前争论，强调祖宗之法不可变。后被命为枢密副使，坚辞不就，次年退居洛阳，以书局自随，专心编纂《通鉴》。
司馬光從宋仁宗末年任天章阁待制兼侍讲知谏院，他就立志编撰《通鉴》，作为统治的借鉴。治平三年（1066年）撰成战国迄秦的八卷上进，英宗命设局续修。王安石变法以后，司马光离开朝廷十五年，继续编撰《通鉴》，从发凡起例至删削定稿都亲自动笔，用功刻苦、勤奋，以他的话法是：“日力不足，继之以夜。”至元丰七年（1084年）成书，神宗赐书名《资治通鉴》。
元丰八年宋哲宗即位，高太皇太后听政，召他入京主国政，次年任尚书左仆射、兼门下侍郎，数月间尽废新法，罢黜新党。为相八个月病死，追封温国公。遗著有《司马文正公集》《稽古录》等。

### 家世
司马光的远祖可追溯到西晋皇族安平献王司马孚，世居河內溫縣。至東晉時期晉室南遷，司馬孚孫征東大將軍司馬陽之孫司馬小槐，始遷居山西夏縣。司馬光的曾祖司馬政因唐末五代內亂未有出仕。北宋初年，司馬光的祖父司馬炫考中進士，官至耀州富平縣令，死後贈太子太傅，司马光的父亲司马池曾为兵部郎中、天章阁待制（属翰林学士院），在藏书阁担任皇帝的顾问，官居四品，一直以清廉仁厚享有盛誉。

### 出生及童年
天禧三年十月十八日（1019年11月17日），司馬光出生於河南光州光山(今河南省信阳市光山县）。出生時，他的父亲司马池正担任光州光山县令，于是便给他取名“光”，七岁时，“凛然如成人，闻讲《左氏春秋》，即能了其大旨”，从此，“手不释书，至不知饥渴寒暑”。

### 仕途
宋仁宗宝元元年（1038年）中进士甲科，签苏州判官事，做了一年多由于父母相继亡故而丁忧。降服后，签武成军判官（滑州），任职两年。以裙带关系连襟之父枢密副使庞籍的推荐，入京为馆阁校勘，同知礼院，在京城任官十年。至和元年（1054年），龐籍知并州兼河东经略，司马光改并州通判。嘉佑二年（1057年）司马光代龐籍巡视边地，主张在麟州筑堡失败损兵折将，龐籍因事獲罪，司馬光引咎離開并州，任职开封府推官。两年后改修起居注、判礼部。宋仁宗末年任天章阁待制兼侍讲同知谏院。嘉佑六年（1061年）迁起居舍人同知谏院。
司马光立志编撰《通鉴》，作为统治者的借鉴。治平三年（1066年）撰成战国迄秦的《通鉴》八卷上进宋英宗，英宗命设局续修，并供给费用，增补人员。宋神宗以其书“有鉴于往事，以资于治道”，赐书名《资治通鉴》，并亲为之序。王安石在宋神宗的支持下行新政，他竭力反对，与安石在帝前争论，强调祖宗之法不可变。神宗命他为枢密副使，但司馬光坚辞不就。
熙宁三年（1070年），自请离京，以端明殿學士的身分前往陝西永兴军擔任知軍一職，这是他在三十年仕途中第一次出任亲民官主官，此前在地方仅任过佐贰官与幕职官。之後皇帝問司馬光陝西民間的狀況時，司馬光說道青苗法和助役法等這兩項新法的措施危害陝西（永兴军是陝西的一部份）地區，是當地的禍害，而對此皇帝回答道：「助役法只行於京東（不包括陝西）和兩浙一帶，而雇人充役的做法，則已經在越州推行。」也就是說在司馬光擔任陝西永興軍知軍時，助役法尚未實行於陝西一帶。次年司馬光退居洛阳，任西京留守兼西京御史臺，以书局自随，继续编撰《通鉴》，至元丰七年（1084年）成书。书成后，司马光官升为资政殿学士。
元丰八年（1085年）宋哲宗即位，高太皇太后听政，召他入京主国政，次年任尚书左仆射、兼门下侍郎，数月间罢黜新党，尽废新法，割让大量土地百姓给西夏，所謂“元祐更化”。
元祐元年（1086年）六月，在司马光力主下，宋将此前从西夏攻取之地尽数还于西夏。司马光割地的理由是“如此则西人忽被德音，出于意外，虽禽兽木石，亦将感动，况其人类，岂得不鼓舞蹈，世世臣服者乎。”然而，西夏得地后并未停止攻击北宋，甚至在抄掠后还羞辱性的致书北宋称“欲取延州，终以恭顺，止取金明一砦，以示兵锋，亦不失臣子之节也。”

### 逝世
元祐元年九月初一日（1086年10月11日），司馬光执政一年半，即與世长辞，享壽六十六歲。“京师人为之罢市往吊，鬻衣以致奠，巷哭以过车者，盖以千万数”，灵柩送往夏县时，“民哭公甚哀，如哭其私亲。四方来会葬者盖数万人”，“家家挂象，饭食必祝”。高太皇太后命葬之於高陵。

### 身后
死后追赠太师、温国公，谥“文正”，赐碑“忠清粹德”。遗著有《潛虛》、《均韻指掌》、《類編》、《傳家集》、《翰林詩草》、《注古文學經》、《易說》、《注太玄經》、《注扬子》、《书仪》、《游山行记》、《续诗治》、《医问》、《涑水紀聞》、《通鑑目錄》、《通鑑考異》、《通鑑舉要歷》、《稽古录》（（包含《國朝百官公卿表》《通鑑舉要歷》《历年图》、《历代君臣事迹》）、《切韻指掌圖》、《司马文正公集》等等37種。
宋徽宗在位時，當時的新黨掌權人蔡京把元祐年間反對將王安石新法的司馬光等舊黨309人，列為「元祐奸黨」，下令在全國刻碑立石，以示後世，這些碑叫作元祐黨人碑。

## 政治主张

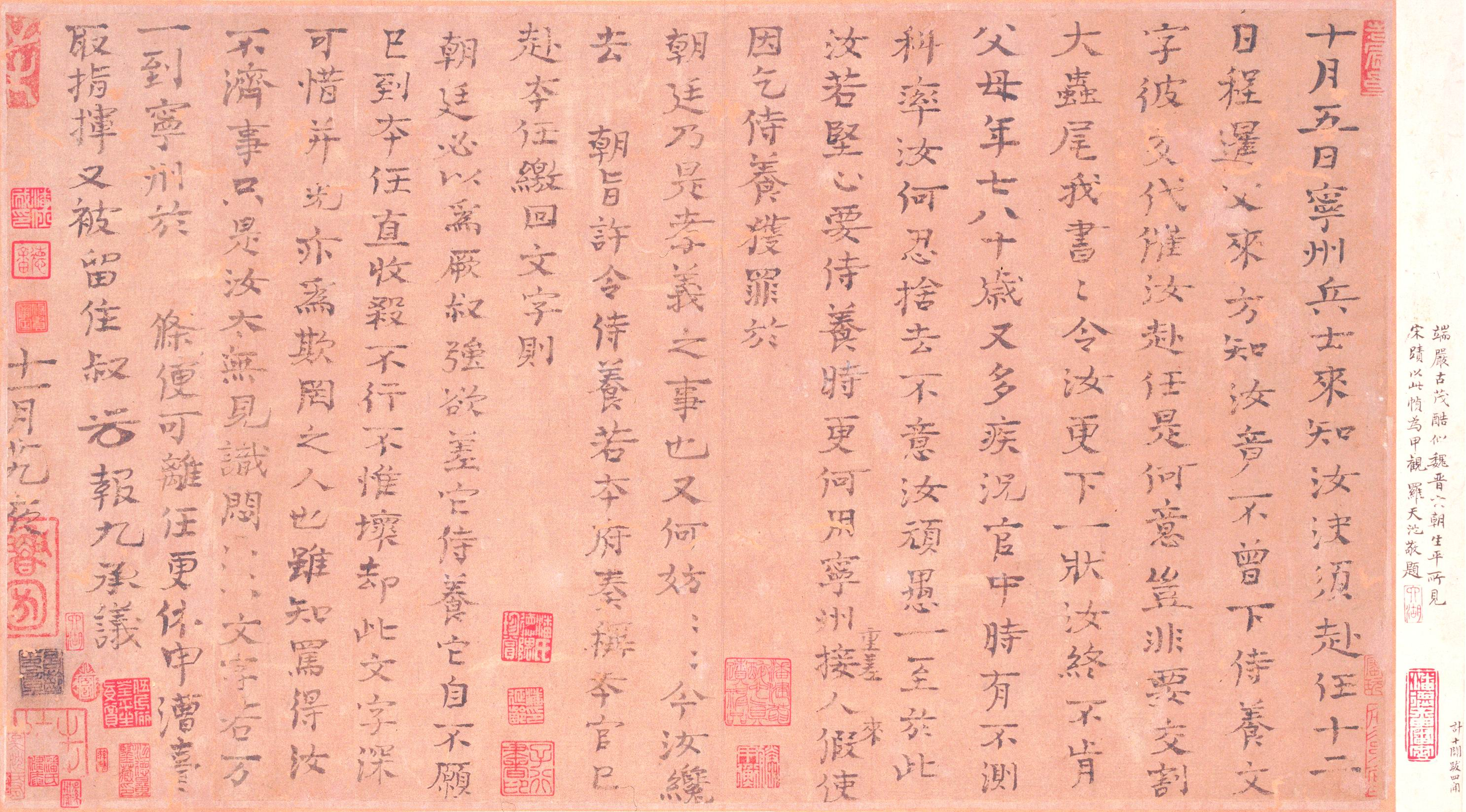
司马光真书宁州帖

司马光在政治上被后人视作強硬的守旧派，他幾度上书反对王安石變法。他認為刑法新建的国家使用轻典，混乱的国家使用重典，这是世轻世重，不是改变法律。所謂“治天下譬如居室，敝则修之，非大坏不更造也。”就竭诚为国来说，司马光与王安石二人是一致的，但在具体措施上，各有偏向。王安石主要是围绕着当时财政、军事上存在的问题，通过大刀阔斧的经济、军事改革措施来解决燃眉之急。司马光则认为在守成时期应偏重于通过伦理纲常的整顿，来把人们的思想束缚在原有制度之内，即使改革也定要稳妥，因为“大坏而更改，非得良匠美材不成，今二者皆无，臣恐风雨之不庇也”。而王安石變法過於躁進，用人不善，用之變法官吏素質不良，也是新法遭至反對之理由。雖然王安石新法初衷是为了切中時弊，但实际收效欠佳。反對新法的理由包括“新法擾民”、“祖宗之法不可廢”以及王安石作风霸道专断。司馬光曾批評王安石變法的理由之一是地域出身，他上奏宋神宗聲稱：“閩人狹險，楚人輕易，今二相皆閩人，二參政皆楚人，必將援引鄉黨之士，充塞朝廷，風俗何以更得淳厚？”

## 资治通鉴

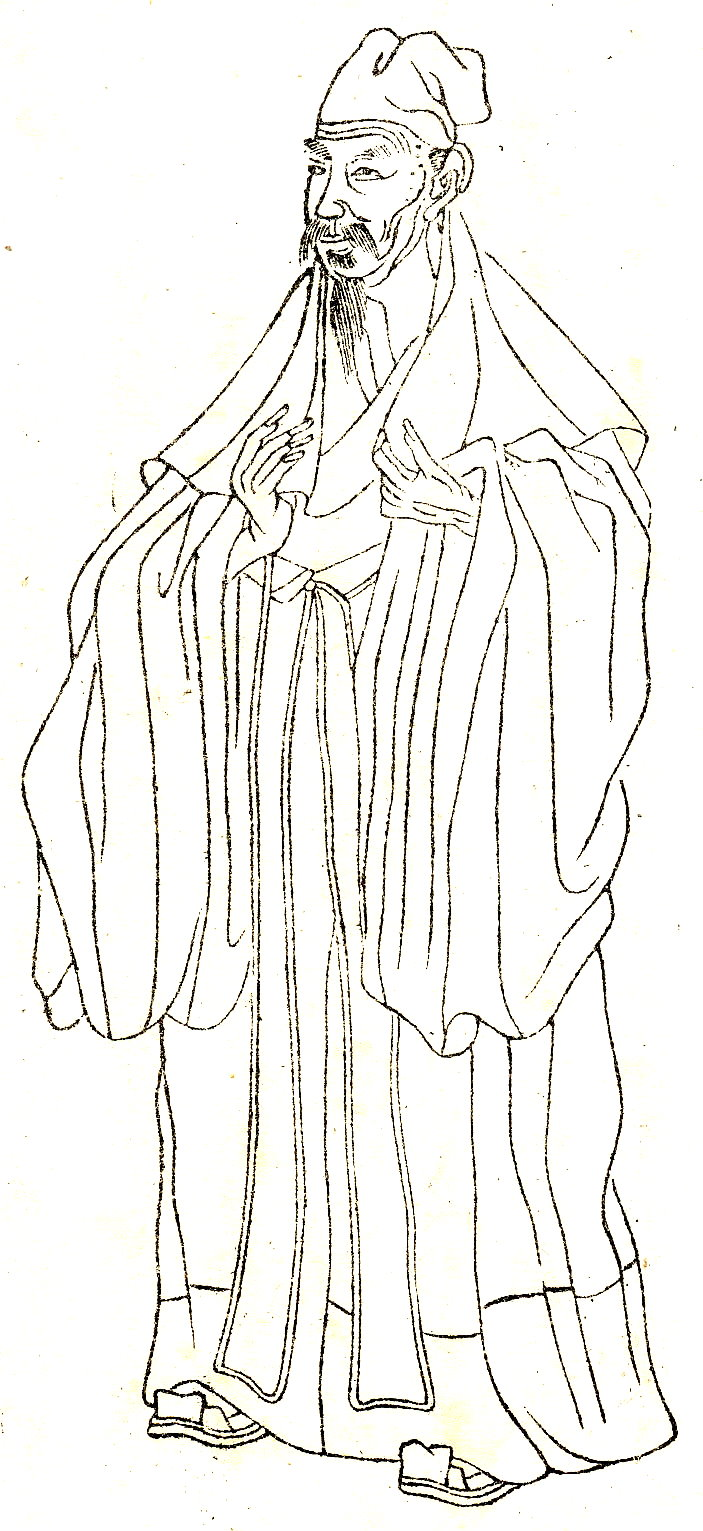
《晩笑堂竹莊書傳》中的司马光

宋神宗熙寧年間，司馬光強烈反對王安石變法，上疏請求外任。熙寧四年（1071年），他判西京御史台，自此居洛陽十五年，不問政事，這段悠遊的歲月司马光主持编撰了294卷300万字的编年体史书《资治通鉴》。
《资治通鉴》上起周威烈王二十三年（前403年），下迄五代后周世宗显德六年（959年），共记载了16个朝代1362年的历史，历经19年編輯完成。他在《进资治通鉴表》中说：“臣今筋骨癯瘁，目视昏近，齿牙无几，神识衰耗，目前所谓，旋踵而忘。臣之精力，尽于此书。”司馬光為此書付出畢生精力，成书不到2年，他便积劳而逝。《資治通鑒》从发凡起例至删削定稿，司馬光都亲自动笔，不假他人之手。

## 軼聞

### 西漢之文
熙宁四年（1071年），吕诲卒，司马光為他写墓誌铭。蔡天厚得其摹本献王安石。王安石将之挂在墙上说：“君实之文，西汉之文也。”

### 剝胡桃皮
司马光深受其父影响，邵博的《邵氏聞見後錄》提到說，作者曾見到司馬光親自寫一張字帖，上面提到說司馬光在年紀大約五六歲的時候，一位婢女用热汤替他将胡桃核去皮，他姐姐问他是谁做的，司马光回答是自己剥皮的，父亲责备他小孩子怎么可以说谎，司馬光並宣稱自己從此不敢再說謊。

### 司馬光救友
他小時候和一群小朋友一起玩時，其中一個不小心掉進裝了水的甕，其它小孩都嚇跑了，只有司馬光情急生智，搬起一塊大石頭，砸破水甕，救了小孩。《宋史》曰：「群兒戲於庭，一兒登甕，足跌沒水中，眾皆棄去，光持石擊甕破之，水迸，兒得活。其後京、洛間畫以為圖。」
後世的「司馬光砸水缸」之說，乃是將「甕」誤為「缸」的結果。

### 登州阿雲案
登州的阿雲在為母親守孝時，被迫答應嫁給韋阿大。晚上，韋阿大在田舍睡覺時，雲在睡夢中砍向了韋阿大，砍傷了韋阿大的指頭。根據《宋律》，謀殺自己的丈夫是《宋律》十惡中的死刑，而阿雲是韋阿大的未過門的妻子，所以知縣判處阿雲死刑。
登州知府許遵在審查此案時，同情阿雲，建議只判有期徒刑，理由是在服喪期間，婚約無效，後果不嚴重。當時，許遵被提拔為大理寺卿，皇帝還下詔宣布，如果兇手在行刑前如實供述，就按自首處理，可不判死。然後，許遵以皇帝的詔書為依據，將雲的刑罰減為有期徒刑。朝廷其他官員反對許遵的調任，並彈劾他徇私枉法。於是，許遵請神宗將此案交由兩制討論，司馬光和王安石分別為傳統派和改革派。神宗下詔解決此案，王安石的建議佔了上風，「謀殺傷首原法」被確定下來，劉恕等六人被貶，阿雲被免死。後來阿雲的下落，史料中沒有提及。

## 評價
- 《宋史·卷三百三十六·列传第九十五》：“熙宁新法病民，海内骚动，忠言谠论，沮抑不行；正人端士，摈弃不用。聚敛之臣日进，民被其虐者将二十年。方是时，光退居于洛，若将终身焉。而世之贤人君子，以及庸夫愚妇，日夕引领望其为相，至或号呼道路，愿其毋去朝廷，是岂以区区材智所能得此于人人哉？德之盛而诚之著也。”“民愚人，固不知立碑之意。但如司马相公者，海内称其正直，今谓之奸邪，民不忍刻也。”
- 赵顼：“司马光方直。”“未论别者，即辞枢密一节，自朕即位以来，唯见此人。”（《宋元学案·卷八》）
- 吕公著：“孔子上圣，子路犹谓之迂。孟轲大贤，时人亦谓之迂阔。况光岂免此名。大抵虑事深远，则近于迂矣。”（《宋元学案·卷八》）
- 文彦博：“君实作事，今人所不可及，须求之古人。”“彦博留守北京，遣人入大辽侦事，回云：‘见辽主大宴群臣，伶人剧戏，作衣冠者见物必攫取怀之，有从其後后以鞭扑之者。曰：司马端明邪！’君实清名，在夷狄如此。”（《宋元学案·卷八》）
- 程颐：“阅人多矣！不杂者，司马、邵（邵雍）、张（张载）三人耳。”（《宋元学案·卷七》）
- 邵雍：“君实脚踏实地人也。”“君实九分人也。”（《宋元学案·卷八》）
- 苏轼：“公忠信孝友，恭俭正直，出于天性。自少及老，语未尝妄，其好学如饥之嗜食，于财利纷华，如恶恶臭，诚心自然，天下信之。退居于洛，往来陕郊，陕洛间皆化其德，师其学，法其俭，有不善，曰：“君实得无知之平！”博学无所不通，音乐、律历、天文、书数，皆极其妙。晚节尤好礼，为冠婚丧祭法，适古今之宜。不喜释、老，……其文如金玉谷帛药石也，必有适于用，无益之文，未尝一语及之。”（《东坡全集·卷九十·司马温公行状》）
- 邵伯温：“盖帝知为治之要：任宰辅，用台谏，畏天爱民，守祖宗法度。时宰辅曰富弼、韩琦、文彦博，台谏曰唐介、包拯、司马光、范镇、吕诲云。呜呼，视周之成、康，汉之文、景，无所不及，有过之者，此所以为有宋之盛欤？”
- 赵逵：“司马温公不近非色，不取非财，吾虽不肖，庶几慕之。”（《宋史·卷三百八十一·列传第一百四十》）
- 叶逋：“守资格以用人，无若李沆、王旦、王曾、吕夷简、富弼、韩琦、司马光、吕公著之为相，然考其功效，验其人才，本朝以资格为用人之利也决矣。”（《历代名臣奏议·卷五十五》）
- 張栻：“司马温公改新法，或劝其防后患，公曰：‘天若祚宋，必无此事！’更不论一己利害。虽圣人，不过如此说。近于‘终条理者’矣。”（《宋元学案·卷八》）
- 朱熹认为：“温公忠直，而于事不甚通晓。如免役法，七八年间直是争此一事。他只说不合令民出钱，其实不知民自便之。”[12]，又将神宗朝時宋軍戰爭得之土地，无偿送还给西夏。而日后新旧党争漸沦为意气及权位之争、不再著重於国政运转。朱熹说司马光“溫公之說，前後自不相照應，被他（章惇）一一捉住病痛，敲点出来”[13]。讚揚司马光“温公可谓智仁勇。他那治国救世处，是甚次第！其规模稍大，又有学问。其人严而正。”（《宋元学案·卷八》），但称“元祐诸贤是关闭着门说道理底”。
- 王称：“君子之用世也，惟人心，岂可以强得哉，湛然无欲，而推之以至诚，斯天下归仁矣，光以忠事仁宗，而大计以定，以义事英宗，而大伦以正，以道事神宗，而大名以立，以德事哲宗，而大器以安，方其退居于洛也，若与世相忘矣，及其一起，则泽被天下，此无他诚而已，诚之至也，可使动天地、感鬼神，而况于人乎？故其生也，中国四夷望其用，及其死也，罢市巷哭思其德，其能感人心也如此，是岂人力所致哉，自古未之有也。”（《东都事略·卷八十七》）
- 吕中：“所贵乎大臣者，非以其有过天下之材智也，必其有服天下之德望也。王安石所以变旧法之易者，以其虚名实行，足以取信于人。司马光所以改新法之易者，以其居洛十五年，天下皆期之为宰相也。然安石其权臣，温公其重臣欤。”（《宋史全文·卷十二下》）“天将禄人之国，必先祚其君子。天将以元丰为元祐，则使司马光获相于初元。天将使元祐为绍圣，则不使司马光慭遗于数岁。当是时，新法已多变夹，然君子未尽用也，小人未尽去也。公薨于今日，而党议已兆于明日。使光尚在，则君子尚有所立，必无朋党之祸，必无报复之事。一身之存亡，二百年治乱之所系也。”（《宋史全文·卷十三上》）
- 王应麟：“欧阳子（欧阳修）之论笃矣，而‘不以天参人’之说，或议其失。司马公之学粹矣，而‘王霸无异道’之说，或指其疵。信乎立言之难！”（《宋元学案·卷八》）
- 倪谦：“公之在宋朝正声劲气，天下共知。”（《倪文僖集·书司马温公告身后》）
- 孙承恩：“熙宁谏诤，忠谠切深。元佑相业，旋乾转坤。行成无伪，学几不杂。一德醇儒，百年清节。”（《文简集·卷四十一》）
- 李廷机：“司马光入相，新法悉皆休。”（《五字鉴》）
- 张燧：“司马温公为相，每询士大夫‘私计足否？’人怪而问之，公曰：‘倘衣食不足，安肯为朝廷而轻去就耶 ’袁石公有云：‘学问到透彻处，其言语都近情，不执定道理以律人。’若公者，庶可语此矣。”“温公《资治通鉴》稿虽数百卷，颠倒涂抹，讫无一字作草，其行己之度盖如此。”（《千百年眼·卷九》）
- 谢肇淛：“宋之人物，若王沂公（王曾）、李文正（李昉）、司马温公之相业，寇莱公（寇准）、赵忠定（赵汝愚）之应变，韩魏公（韩琦）之德量，李纲、宗泽之拨乱，狄青、曹玮、岳飞、韩世忠之将略，程明道（程颢）、朱晦庵（朱熹）之真儒，欧阳永叔（欧阳修）、苏子瞻（苏轼）之文章，洪忠宣（洪皓）、文信国（文天祥）之忠义，皆灼无可议，而且有用于时者，其它瑕瑜不掩，盖难言之矣。”（《五杂俎·卷十三》）
- 林时对：“国之任相，犹室之任栋；用匪其材，鲜不颠覆。虽云大厦将倾，非一木能支；然转亡为存、图危于安，不乏斡旋补救之术。如危而不持、颠而不扶，则将焉用彼相矣。古来旁求爰立、或取诸梦卜、或起自屠钓，咸能光复启宇，祀夏配天。无论汉、唐、宋全盛，萧（萧何）、曹（曹参）、丙（丙吉）、魏（魏徵）、房（房玄龄）、杜（杜如晦）、姚（姚崇）、宋（宋璟），洎韩（韩琦）、富（富弼）、范（范仲淹）、欧（欧阳修）、司马诸公，克奏戡定弭宁之略。……国以一人兴，岂不诚然哉！”（《荷牐丛谈·卷二》）
- 陈汝锜：“靖康之祸，论者谓始于介甫（王安石），吾以为实始于君实（司马光）。非君实能祸靖康，而激靖康之祸者君实也”。
- 王夫之：“自开元以后，河北人材如李太初（李沆）、刘器之（刘安世）、司马君实者，盖晨星之一见尔。”（《读通鉴论·卷二十六·穆宗》）；“毕仲游之告温公曰：‘大举天下之计，深明出入之数，以诸路所积钱粟，一归地官，使天子知天下之余于财，而虐民之政可得而蠲。’大哉言乎！通于古今之治体矣。温公为之耸动而不能从。不能从者，为政之通病也，温公不免焉。其病有三：一曰惜名而废实，二曰防弊而启愚，三曰术疏而不逮。”“马、吕两公非无忧国之诚也，而刚大之气，一泄而无余。一时蠖屈求伸之放臣，拂拭于蛮烟瘴雨之中，愔愔自得。上不知有志未定之冲人，内不知有不可恃之女主，朝不知有不修明之法守，野不知有难仰诉之疾苦，外不知有睥睨不逞之强敌，一举而委之梦想不至之域。群起以奉二公为宗主，而日进改图之说。二公且目眩耳荧，以为唯罢此政，黜此党，召还此人，复行此法，则社稷生民巩固无疆之术不越乎此。呜呼！是岂足以酬天子心膂之托，对皇天，质先祖，慰四海之孤茕，折西北之狡寇，而允称大臣之职者哉？”（《宋论·卷七·哲宗》）
- 康熙帝：“司马光立朝行已，正大和平，无几微之可议。不祗冠有宋诸臣，求之历代亦不可多得。”（《阅史绪论》）
- 李光地：“武侯（诸葛亮）之外，如郭令公（郭子仪）、范文正公（范仲淹）、司马温公，皆实有孟子之意。”“武侯有手段，侈人以司马温公比之。温公是个好人，才具焉能比武侯？”（《榕村语录·卷二十二·历代》）
- 蔡世远：“才本王佐，学为帝师，诸葛武侯、陆宣公、范文正、司马文正也。”（《二希堂文集》）
- 顾栋高《司马温公年谱序》：“唯公忠厚质直，根于天性，学问所到，诚实金石。自少至老，沉密谨慎，因事合变，动无过差。故其文不事高奇，粥粥乎如菽粟之可以疗饥，参苓之可以已病。”[14]然而政治生涯並不突出，儘管他認為“王安石等所立新法，果能勝於舊者存之”[15]，但實際卻因情感上不满王安石而不择优劣尽罢新法[16]
- 《历代群英歌》：“司马力攻新法，忠彦敢言正直。”“宋代称六君子，濂溪明道伊川。康节横渠同是，温公君实为然。”（《提纲释义》）
- 石蕴玉：“熟诵公名，中华外域。签判居苏，乃为亲屈。”
- 陆以湉：“钱武肃王用警枕，司马温公亦用警枕，兴王、贤相勤劳正相同也。”（《冷庐杂识·卷四》）
- 蔡东藩：“到底安邦恃老成，甫经借手即清平。如何天不延公寿？坐使良材一旦倾。”“本回叙高后垂帘，及温公入相，才一改制，即见朝政清明，人民称颂。……但司马光为一代正人，犹失之于蔡京，小人献谀，曲尽其巧。厥后力诋司马光者，即京为之首，且熙丰邪党，未闻诛殛，以致死灰复燃。人谓高后与温公，嫉恶太严，吾谓其犹失之宽。后与公已年老矣，为善后计，宁尚可姑息为乎？”（《宋史演义》：立幼主高后垂帘 拜首相温公殉国）
- 梁啓超在《王安石傳》批評司馬光不懂軍事：「保甲之法既廢，將兵之制復壞，宋欲不南，更可得耶？然則禍宋者，果荊公（王安石）乎哉，抑溫公乎哉？」[17]